# Maria Rådsten
Maria Rådsten es una cantante sueca nacida el 6 de abril de 1966. 
Comenzó su carrera musical con el grupo Peter's Pop Squad. Más tarde, entraría a formar parte de One More Time, banda con la que obtuvo un gran éxito internacional.
Ha participado en tres ocasiones diferentes en el Melodifestivalen:
- En solitario en 1992, con el tema "Vad som än händer" ("Cualquier Cosa Que Ocurra"), consiguiendo la tercera posición.
- Como compositora en 1995 del tema "Det Vackraste" ("Lo Más Hermoso").
- Y en 1996 "Den Vilda" ("El Salvaje") consiguiendo el primer lugar y participando más tarde en Festival de la Canción de Eurovisión 1996, donde alcanzaron el tercer puesto.

En el año 2003 publicó un nuevo sencillo llamado "Head over heels", a modo de tarjeta de presentación de su nuevo trabajo discográfico. Sin embargo la publicación de dicho álbum ha sido cancelada, después de más siete años de trabajo.